# FAB LIST
『FAB LIST』（ファブ・リスト）は、フジファブリックのベスト・アルバムの総称。2019年8月28日に『FAB LIST 1』がユニバーサルミュージックから、『FAB LIST 2』がソニー・ミュージックアソシエイテッドレコーズから同時にリリースされた。
この項目では便宜上、特記の無い限り『1』『2』とのみ表記する。

## 概要
- 2019年4月から5月まで実施された、インディーズ、メジャー含め今までリリースした全音源からのファン投票で収録曲が決定した『プレイリストアルバム』である[1]。
- 収録曲はそれぞれ『1』は過去に在籍していたEMI Records時代の上位15曲、『2』は現在在籍しているSMAR時代の上位15曲を収録している。
- 全曲、リマスタリングが施されている。
- 初回生産限定盤・通常盤の2形態で発売。初回盤には両方共にライブ音源を収録したCDが付属する。
- 特設サイトではレーベルごとにファン投票の結果を1位～30位まで閲覧できる。
- 『2』収録の「はじまりのうた」、および『2』の初回盤CDにライブ音源として収録された「オーバーライト」はどちらも今回が初CD化となった。
- 『FAB LIST』のタイトルロゴの『I』『S』にはそれぞれ『1』『2』を重ねている。